# Diospolis Parva
Pour les articles homonymes, voir Diospolis et Parva.
Diospolis Parva (Hout-Sekhem, Ḥw.t-sḫm en ancien égyptien) est l'ancienne capitale du 7e nome de Haute-Égypte, le nome de la Bât.

## Histoire
| O6 | X1 · O1 | O34 · N37 | G17 | S42 | Z2 · O1 | O49 |

| O6 | X1 · O1 | O34 · N37 | G17 | S42 | Z2 · O1 | O49 |

| O6 | X1 · O1 | O34 · N37 | G17 | S42 | Z2 · O1 | O49 |

| O6 | X1 · O1 | O34 · N37 | G17 | S42 | Z2 · O1 | O49 |

| O6 | X1 · O1 | S42 | O49 |

| O6 | X1 · O1 | S42 | O49 |

| O6 | X1 · O1 | S42 | O49 |

| O6 | X1 · O1 | S42 | O49 |

Diospolis Parva était le centre du culte entourant Bat, une déesse de la mythologie égyptienne. Le sistre, un instrument sacré qui lui est associé, souvent façonné pour lui ressembler, et dont le 7e nome a été nommé, est resté sacré tout au long de l'histoire de l'Égypte ancienne et se retrouve dans son art et ses hiéroglyphes.
La déesse Bat est restée la principale divinité qui y était vénérée au moins jusqu'à la XIIe dynastie, car elle est mentionnée sur un sanctuaire appartenant à Sésostris Ier. À l'époque du Nouvel Empire, sous la XVIIIe dynastie, les caractéristiques de Bat ont été supplantées dans celles d'une déesse similaire, Hathor, qui est alors devenue la principale divinité vénérée à Diospolis Parva.
Une archive démotique de bergers d'oies appartenant au temple du début de la XXVIIe dynastie fournit des informations sur les aspects économiques du temple d'Amon de l'époque. Il ne reste maintenant que les ruines de deux temples ptolémaïque-romains dans la ville, respectivement construits principalement sous Ptolémée VI et Nerva.

## Histoire des fouilles

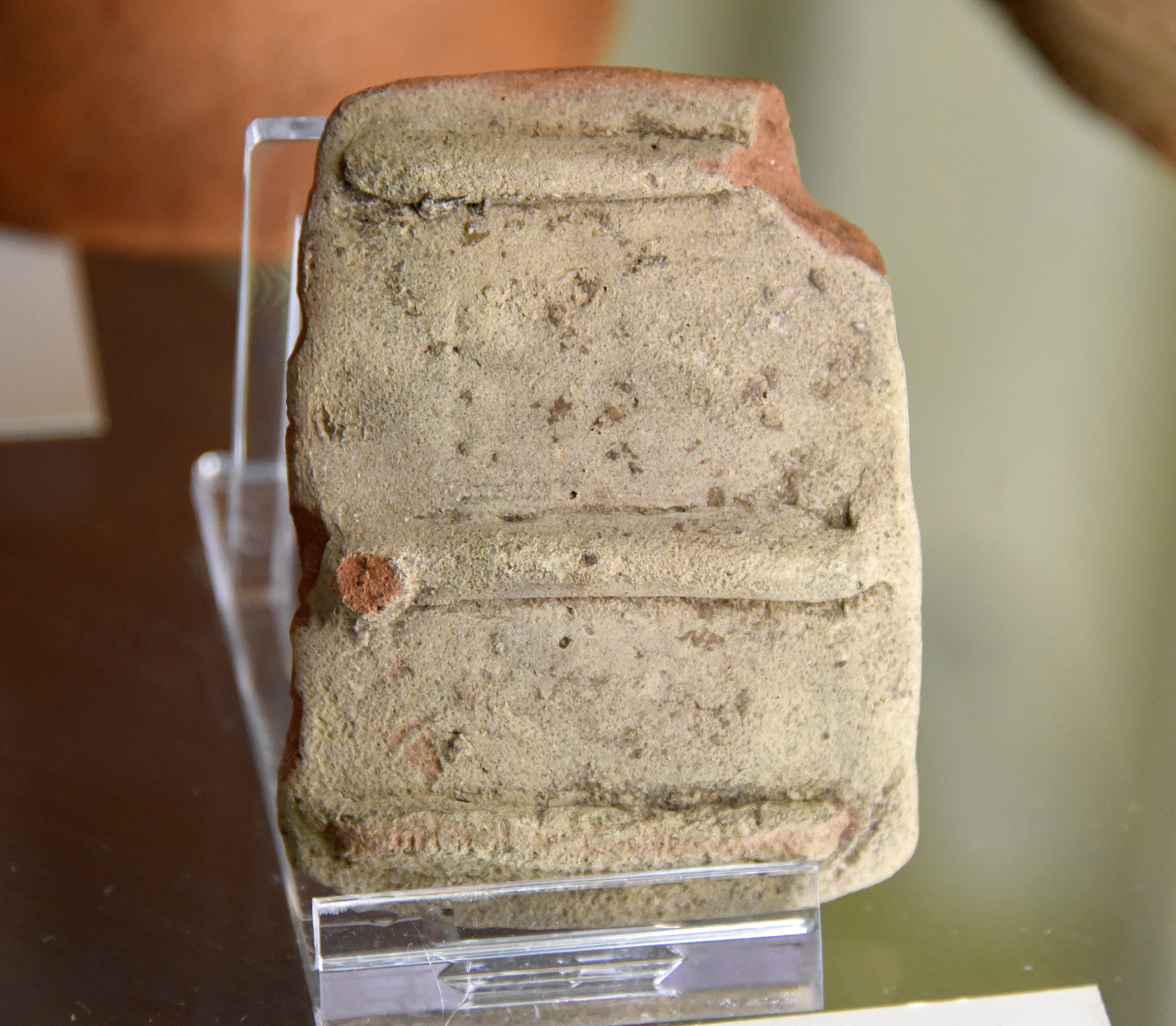
Fragment de poterie utilisé comme lampe, provenant vraisemblablement du cimetière W de la Deuxième Période intermédiaire à Diospolis Parva (Hou), Égypte - Musée Petrie, Londres

Petrie a fait des fouilles à Diospolis Parva en 1898 - 1899 pour l'Egypt Exploration Society et a trouvé du matériel de presque toutes les périodes de l'histoire égyptienne. Le matériel provenant des cimetières prédynastiques d'Abadijeh et de Hou a servi de base à sa chronologie relative de la période prédynastique de l'Égypte (Nagada I-III).
Kathryn A. Bard a entrepris des fouilles sur les sites pré-dynastiques de Diospolis Parva en 1989 - 1991.